# 国際観光局

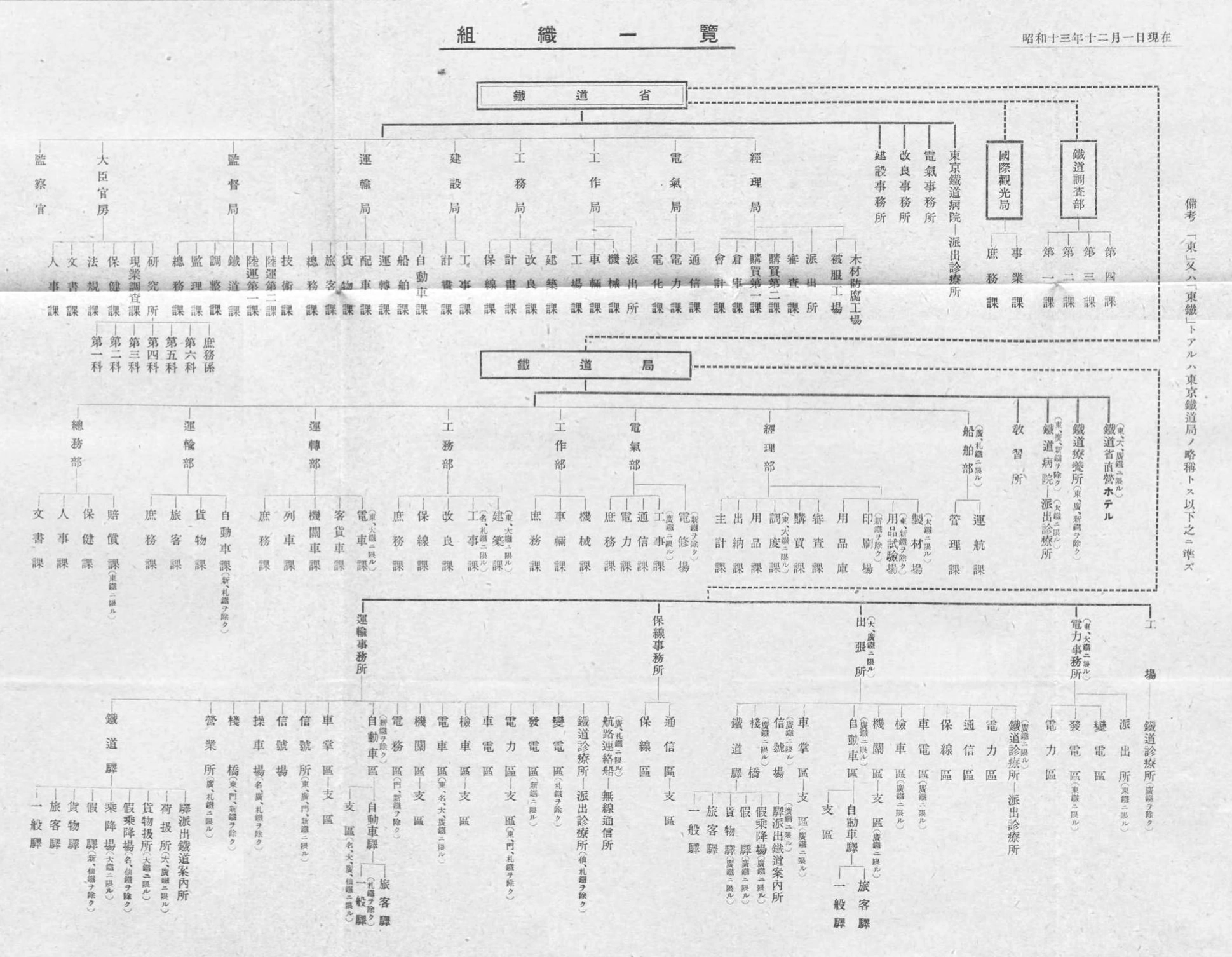
鉄道省 組織図（1938年12月1日時点）

国際観光局（こくさいかんこうきょく）は、日本に来る外客の誘致のために設置された鉄道省の外局である。

## 概要
日本の観光事業は、1893年（明治26年）の喜賓会から始まるとされる。1912年（明治45年）3月12日、これに代わるものとしてジャパン・ツーリスト・ビューローが設立され、1929年（昭和4年）、濱口内閣のもとに設置された国際賃借審議会の答申によって、1930年（昭和5年）4月18日、勅令で「国際観光局」(The Board of Tourlist Industry, Japan)が設置された（国際観光局官制）。

1929年第56回帝国議会において外客誘致に関する調査と誘致を図る中央機関を設置すべき旨の建議が可決されたこともあり、政府は国際観光局の設置を決めた。その所管省について論議を行った後、1930年勅令83号国際観光局官制により鉄道省に国際観光局(4月)が創設された(同年には商工省に貿易局(5月)、京都市に観光課が設置されている。)。勅令により観光という用語が使用されたはじめての行政組織である。同局が鉄道省の外局として設けられたことにより、帝国鉄道特別会計の資金が外客誘致に活用できることとなった。恐慌下においても帝国鉄道会計はいわゆる鉄道益金の一般会計繰入れ問題が発生するなど余裕があるものと認識されていたことも影響したのであろう。今日的理解で言えば財政状況に余裕のある道路整備特別会計や空港整備特別会計から支出が図られたということである。

国際観光局は「鉄道大臣の管理に属し外客誘致に関する事項を掌る」としか規定されておらず、鉄道省令において海外宣伝、旅館(ホテルと旅館は区分されていない)事業の助成、観光施設の充実改善、旅行あっ旋機関の充実改善、案内業者の指導統制、風致記念物の保全、土産品の改善等を事務分掌として規定していたが、関係法制度が整備されておらず、国際観光局予算は帝国鉄道特別会計法に制約(1937年から一般会計)されたうえ、事務費しか認められておらず、「大蔵省預金部資金の融通を受けることや、内務省の道路工事予算を観光関連事業に配分すること」「つまり国際観光政策における施設関連予算の確保とは、他省への要望」(砂本文彦著『近代日本の国際リゾート』青弓社2008年p.66)）をすることぐらいしかなく、国際観光政策の実施には限界があった（『観光政策論』寺前秀一編著原書房2008年発行pp22-23）。
国際観光局の主な事業として、
1. 海外宣伝
2. 旅行斡旋機関の充実改善
3. ホテルの整備改善
4. 観光のための交通機関の充実改善
5. 観光地、観光経路の選定
6. 観光地における設備の充実改善
7. 観光地における風致記念物等の保全
8. 案内業者その他直接外客に接する業者の指導
9. 観光土産品の改善
10. 来遊外客の取扱に関し税関、警察との連絡
11. 観光事業の発達助長を目的とする地方観光機関との連絡協調および統制
12. 外客誘致の真意義の普及
13. 外国における観光事業の調査

等がある。
別に、1930年（昭和5年）7月、鉄道省に設置された「国際観光委員会」は、鉄道大臣の管理に属し、その諮問に応じ外客誘致に関する事項を調査審議するほか、外客誘致に関する事項について、関係大臣に建議する。会長は大臣であり、委員は学識経験ある者、および関係官庁の高等官を充て、定員は60名、任期は2年である。他に、幹事長1名、幹事若干名で組織される。

## 歴代局長
- 新井尭爾：1930年（昭和5年）4月24日 -
- 佐原憲次：1932年（昭和7年）1月16日 -
- 田誠：1934年（昭和9年）6月1日 -
- 片岡謌郎：1939年（昭和14年）4月22日 -
- 木村隆規：1940年（昭和15年）8月6日 -
- 玉置善雄：1941年（昭和16年）7月1日 -
- 高田寛：1941年（昭和16年）12月23日 - 1942年（昭和17年）11月1日

## クラシックホテル
国際観光局は外国人観光客誘致の為、外国人向けの宿泊施設を日本各地に建設する計画を実施した。これらは1933年から1940年までの間に15の国策ホテル（国際観光ホテル）として誕生した。それらは各々のホテルが属する道府県や市の名を関してその行政が保有しているという体裁だったが、実際はホテルチェーンに運営を委託していた。
これらのホテルで現存する建物は現在ではクラシックホテルと呼ばれている種類の歴史的建造物となっている。